# Awafi
Awafi to jeden z najbardziej znanych kurortów pustynnych w Ras al-Chajma w Zjednoczonych Emiratach Arabskich. Znajduje się około 20 km od głównego miasta. Każdego stycznia odbywa się festiwal popierany przez lokalny rząd, wliczając wyścigi po pustyni.